# Hezbe Wahdat
Hizb-e Wahdat-e Islami Afghanistan (em persa: حزب وحدت اسلامی افغانستان; "Partido da Unidade Islâmica do Afeganistão"), abreviado para Hizb-e Wahdat (حزب وحدت), tem sido um importante interveniente político e militar no Afeganistão desde que foi fundado em 1989. Como a maioria dos principais partidos políticos contemporâneos no Afeganistão, o Hizb-e Wahdat está enraizado no período turbulento dos movimentos de resistência anti-soviética no Afeganistão na década de 1980. 
Foi formado para reunir oito grupos militares e ideológicos distintos e principalmente hostis em uma única entidade. Durante o período da guerra civil afegã no início de 1990, emergiu como um dos principais atores em Cabul e em algumas outras partes do país. O islamismo político era a ideologia da maioria de seus principais líderes, mas o partido tem inclinação para a sua base de apoio entre a etnia hazara e se tornou o principal veículo das demandas e aspirações políticas da comunidade. 
Sua base ideológica e base de apoio étnico tem continuamente dado forma ao seu caráter e agenda política. Através da jihad anti-soviética e da guerra civil, o Hizb-e Wahdat acumulou um capital político significativo entre os hazaras do Afeganistão, o que sem dúvida poderia ter sido gasto na criação de instituições políticas duradouras no país.